# Cedar Township (comté de Greene, Iowa)
Cedar Township est un township, du comté de Greene en Iowa, aux États-Unis,.
Il est fondé en 1867.

## Source de la traduction
- (es) Cet article est partiellement ou en totalité issu de l’article de Wikipédia en espagnol intitulé « Municipio de Cedar (condado de Greene, Iowa) » (voir la liste des auteurs).